# Риб Євген Августович
Євге́н А́вгустович Риб (пол. Eugeniusz Ryb; 1 липня 1859, Варшава — 15 березня 1924, там само) — український композитор, скрипаль та диригент польського походження.

## Біографія
Закінчив Варшавський музичний інститут за класом скрипки Аполінарія Контського. Потім поступив до Санкт-Петербурзької консерваторії, яку закінчив за класом скрипки Леопольда Ауера у 1883 році та класом теорії композиції М. А. Римського-Корсакова у 1885 році. З 1885 року викладав теорію композиції у Київському музичному училищі київського відділення Імператорського Російського музичного товариства. Серед його учнів — Р. М. Глієр, К. Г. Стеценко, О. А. Кошиць, Б. П. Левитський. З 1913 по 1919 рік — професор Київської консерваторії. Грав у струнному квартеті, який щорічно виступав у двох серіях концертів камерної музики. Диригував симфонічними концертами Російського музичного товариства. Склав ряд підручників з теорії музики. Є автором камерно-інструментальних творів.

## Вибрані твори
- Бранка, опера
- Ніч на Україні, симфонічна картина
- Десять мазурок для фортепіано (1917)